# Leiobunum rumelicum
Leiobunum rumelicum is een hooiwagen uit de familie Sclerosomatidae.